# Operation Cobra
Luftkrieg · Seekrieg
Neptune · Caen · Carentan · Cherbourg · Saint-Lô · Cobra · Bretagne · Lüttich · Falaise · Paris
Die Operation Cobra war eine Offensive der alliierten Streitkräfte im Zweiten Weltkrieg an der Westfront im deutsch besetzten Frankreich. Sie dauerte vom 25. Juli bis zum 4. August 1944 und bedeutete den Ausbruch aus dem Normandie-Brückenkopf, der nach der Landung der Alliierten an der Küste der Normandie (Operation Neptune) entstanden war. Die Operationen Cobra und Neptune waren Bestandteile der Operation Overlord.
Die Operation Cobra kennzeichnet den Übergang vom materialaufwendigen Stellungskrieg – bei dem die Hauptlast auf Infanterie und Artillerie lag – hin zum Bewegungskrieg mit Panzerverbänden in Nordfrankreich. Der erfolgreiche Ausgang ermöglichte den alliierten Streitkräften raumgreifende Operationen, die letztlich zur Bildung des Kessels von Falaise führten. Auf die deutsche Niederlage in dieser Kesselschlacht folgte der Rückzug der noch handlungsfähigen Verbände von Wehrmacht und Waffen-SS über die Seine, die damit verbundene Aufgabe eines Großteils von Frankreich bzw. die weitergehende Befreiung vom Nationalsozialismus.
Mancherorts wird das Ereignis auch als Durchbruch bei Avranches bezeichnet, wobei der Durchbruch tatsächlich bei Saint-Lô stattfand. Nach der Eroberung von Avranches wurde der Wehrmachtführung lediglich der Umfang der Operation bewusst.

## Vorgeschichte

### Hintergrund
Der Plan zur Operation Overlord sah nach einer erfolgreichen Landung einen stetigen Ausbau des Brückenkopfes durch schnell nachgeführte zusätzliche alliierte Einheiten vor. Städte, Häfen und Landefelder dienten dabei als Eckpunkte für Operationen. Die Alliierten versuchten schnell in eine mobile Kriegsführung überzugehen, um ihre taktische Überlegenheit in der Luft, zu Lande mit Panzern und motorisierter Infanterie sowie mit Hilfe ihrer Logistik zum Tragen zu bringen. Damit sollte ein Stellungskrieg wie im Ersten Weltkrieg vermieden werden.
Ein entscheidender Faktor für den Erfolg der Alliierten war der Aufbau der Truppen am Brückenkopf, der schneller vonstattengehen musste, als die Deutschen ihre eigenen Truppen mobilisieren konnten. Der deutsche Truppenaufbau musste nachhaltig gestört werden. Damit begann ein Wettlauf in der Normandie, der einer der bedeutendsten für den Verlauf des alliierten Feldzuges wurde.
Zur Bekämpfung der deutschen Nachschubwege bombardierte die alliierte Luftwaffe das Eisenbahn- und Straßennetzwerk in Nordfrankreich. Die eigens für die Invasion geschaffene Second Tactical Air Force (2nd TAF) unterstützte mit Tieffliegerangriffen effektiv die mittleren und schweren Bomber der USAAF und RAF (siehe Luftkrieg während der Operation Overlord).
Auch der Aufbau der alliierten Streitmacht auf dem europäischen Kontinent verlief planmäßig und vor allem schneller als die Umgruppierungen auf der deutschen Seite. Während des Monats Juli wurde der Fortschritt allerdings dadurch behindert, dass der Brückenkopf noch nicht deutlich erweitert worden war, oder mit Montgomerys Worten: Es waren noch keine weiteren Claims im Inland abgesteckt worden. Der bisherige Brückenkopf war förmlich „übervölkert“, die Anzahl der sich in alliierter Hand befindlichen Flugfelder war weit geringer als geplant. Caen, ein Primärziel am Landungstag, war noch nicht erobert worden und es befand sich auch kein größerer Hafen in alliierter Hand.
Die große Schlacht um die Normandie wurde zumeist an kleineren Schwerpunkten ausgetragen, weshalb die alliierten Verbände nur sehr langsam gegen die deutsche Verteidigung vorstießen. Beispielsweise verzeichnete das VIII US Corps zwischen dem 2. und 14. Juli Verluste von mehr als 10.000 Mann (Tote, Verwundete und Vermisste) bei einem Raumgewinn von nur elf Kilometern. In der Schlacht um Saint-Lô, dessen Eroberung Vorbedingung für die geplante Ausbruchsoffensive war, verlor das XIX US Corps im Juli 11.000 Mann. Am 25. Juli, dem Beginn der Operation Cobra, hatten die Alliierten erst die D+5-Linie erreicht, das heißt, sie hielten Positionen, die sie planmäßig schon am 11. Juni erreicht haben wollten.
Dies war eine Folge der Entscheidung des Oberbefehlshabers der deutschen Wehrmacht an der Westfront (OB West), Gerd von Rundstedt. Uneinig mit Erwin Rommel, der die Heeresgruppe B an der Invasionsfront befehligte, hatte er sich für die Stationierung von Panzerverbänden im Hinterland der möglichen Invasionsstrände entschieden. Das führte dazu, dass die Alliierten nach erfolgreicher Brückenkopfbildung erst verzögert auf starken deutschen Widerstand trafen, vor allem im Gebiet um Caen.
Die alliierten Verluste bei den Angriffen waren hoch, und Luftunterstützung für die Bodentruppen wurde in der Normandie dadurch erschwert, dass die alliierte und deutsche Stellungen sehr nahe beieinander lagen. Die alliierten Kommandeure konnten ihre örtlich erreichten Fortschritte nicht unmittelbar ausnutzen und ein Stellungskrieg schien sich anzubahnen.
Damit wurde ein Mangel der alliierten Planung für die Tage nach der Invasion aufgedeckt. Man war so mit den Problemen, die die Invasion selbst mit sich brachte, beschäftigt, dass ein adäquates Konzept zum Ausbau des Brückenkopfes fehlte. Besonders die taktischen Probleme an der Front der 1st US-Army im Westen waren so nicht erwartet worden.
Auf der deutschen Seite war das Heranführen von Nachschub eine Aufgabe, die nicht zufriedenstellend gelöst werden konnte. Das Oberkommando forderte eine Herauslösung der in vorderster Front gebundenen Panzerverbände durch nachrückende Infanterie. Dies hätte einerseits den Stellungskrieg unvermeidbar gemacht und andererseits die mobilen Verbände für Gegenangriffe freimachen sollen.

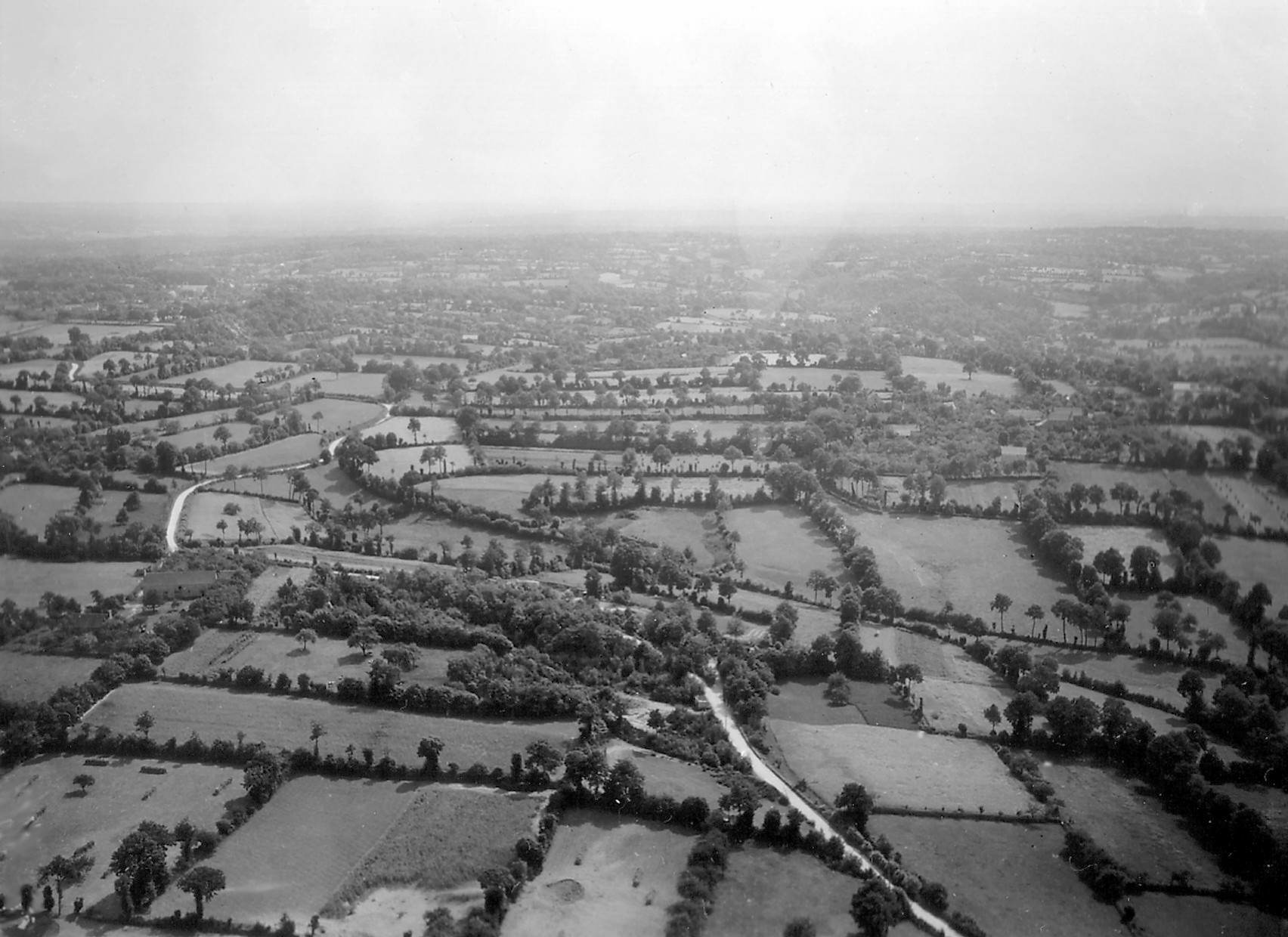
Luftbild der Bocage-Landschaft in der Normandie, Cotentin, 1945

Auf der taktischen Ebene agierten die deutschen Einheiten effizient, sie wichen nur langsam zurück und fügten dabei den angreifenden Alliierten schwere Verluste zu. Das unübersichtliche Gelände im Westen kam der Wehrmacht dabei entgegen. Es bestand aus weiträumigem flachem Land, durchzogen von kleinen Straßen mit vielen Hecken, dem Bocage, als Deckungsmöglichkeit. Im offeneren Ostgebiet wurde die Frontlinie von motorisierten Einheiten wie der 9. SS-Panzer-, 10. SS-Panzer- und 12. SS-Panzer-Division sowie deren schweren Panzerbataillonen und anderen Panzer- und Panzergrenadiereinheiten, wie der Panzer-Lehr-Division, der 2. SS-Panzer-Division und Teilen der 2. Panzer-Division verteidigt. Der größte Bereich der Verteidigungslinie wurde aber nach Möglichkeit von kaum motorisierten Infanterieeinheiten gehalten.
Dies führte dazu, dass die Infanterie in aufreibenden Frontkämpfen hohe Verluste erlitt und die Panzereinheiten in den Rückzugsschlachten abgenutzt wurden. Luftunterstützung gab es für die deutschen Bodentruppen nicht mehr. Damit konnte deren gewohntes schnelles Vorrücken nicht stattfinden. Dazu kam der Erfolg der alliierten Operation Fortitude, der umfangreiche deutsche Kräfte der 15. Armee in den Niederlanden und im Raum Calais band.

### Planung

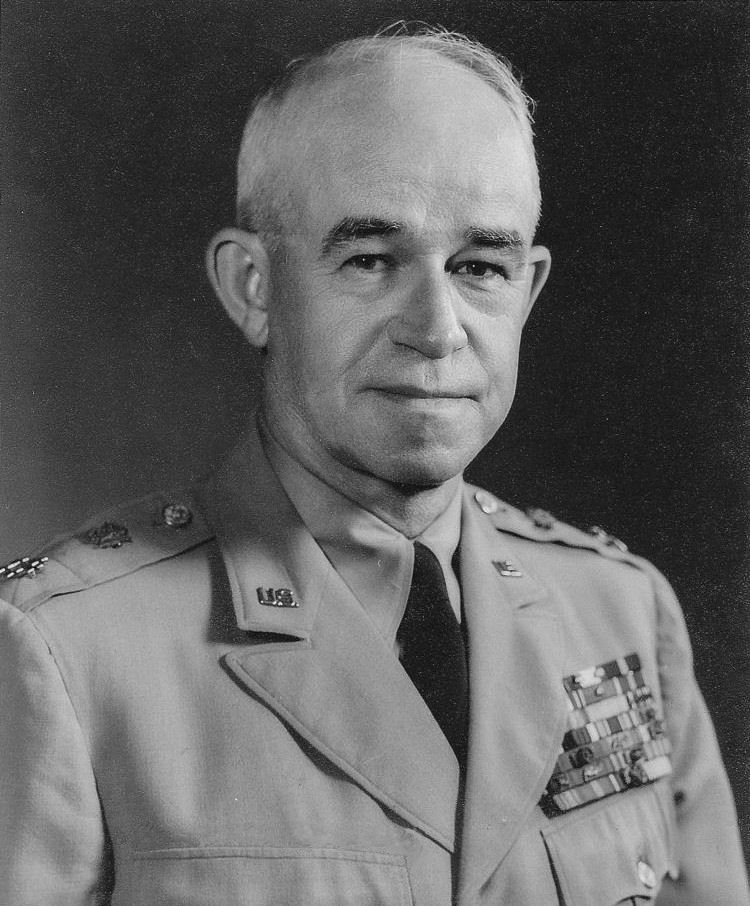
General Omar N. Bradley

Um den sich abzeichnenden Stellungskrieg in der Normandie zu verhindern, begann der Oberbefehlshaber der 1st US-Army, Omar Bradley, einen Ausbruchsplan auszuarbeiten. Einige Wochen lang arbeitete er offenbar allein ein Konzept aus, das er am 10. Juli 1944 seinem unmittelbaren Vorgesetzten, dem britischen Feldmarschall Bernard Montgomery, und seinem britischen Gegenüber, General Miles Dempsey, präsentierte. Beide erklärten sich einverstanden, die vorgesehenen Entlastungsangriffe für den amerikanischen Durchbruch in Richtung Caen auszuführen. Im weiteren Verlauf der Vorbereitung begannen Montgomery und Dempsey jedoch hieraus einen eigenen britischen Operationsplan für einen Durchbruch durch die deutschen Stellungen zu entwickeln – hieraus wurde die Operation Goodwood.
Der Oberkommandierende Dwight D. Eisenhower sicherte den Angriffen alliierte Luftunterstützung zu, die aus schweren und leichten Bombardements und taktischen Luftangriffen bestehen sollten. Die Kommandeure der strategischen Luftstreitkräfte sahen den Plan, ihre Verbände in eine taktische Schlacht zu schicken, sehr skeptisch, da sie glaubten, dass ihre Verbände für diese Rolle eher ungeeignet und besser in ihrer bisherigen strategischen Aufgabe aufgehoben wären. Doch letztlich waren ihre Verbände mit vielen Flächenbombardements in der Normandie, wie der Operation Charnwood am 7. Juli, der Operation Goodwood am 18. Juli und der Operation Cobra am 24. und 25. Juli auch in der taktischen Unterstützung eingesetzt.

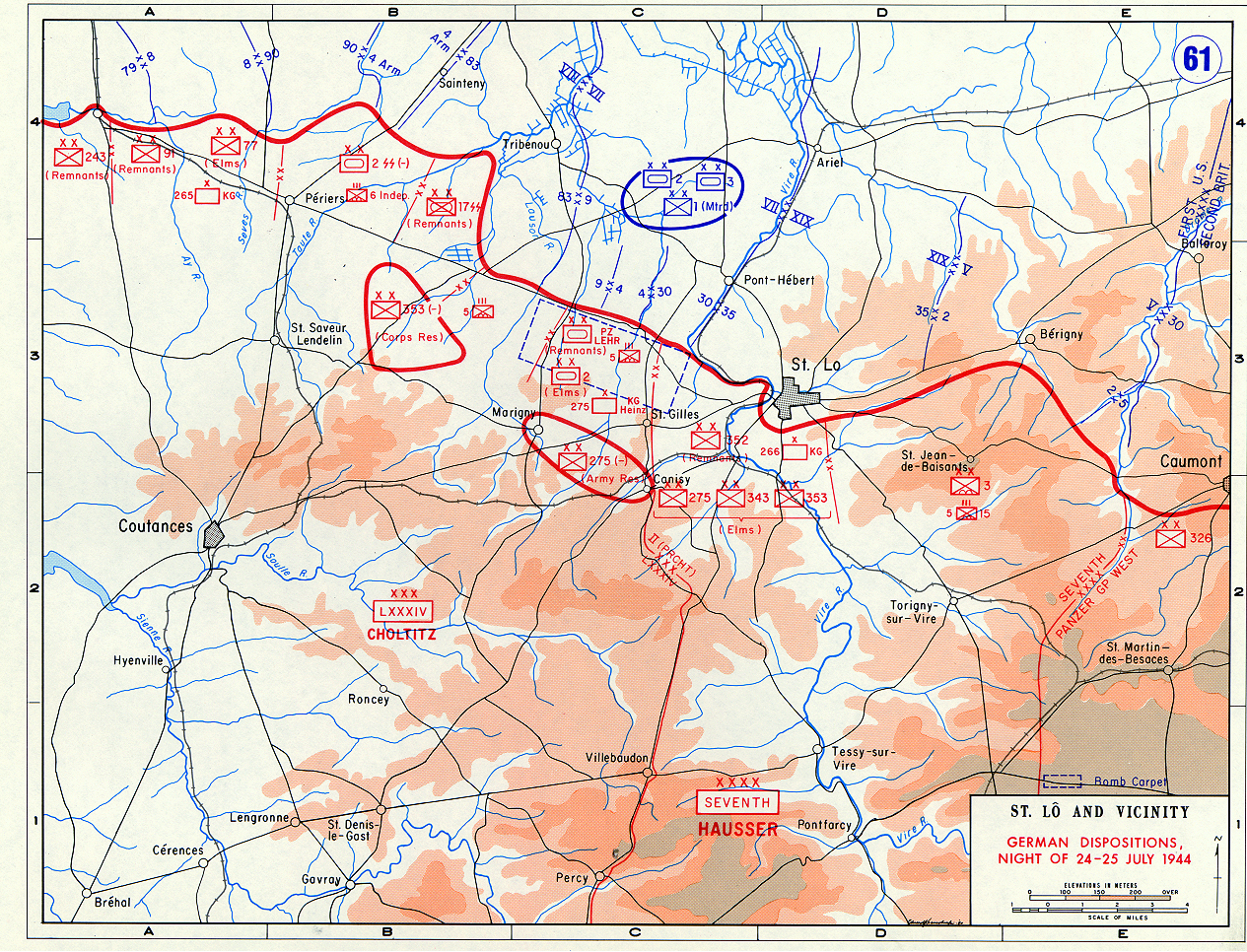
Die deutschen Stellungen bei Saint-Lô in der Nacht vor dem Beginn der Operation Cobra

Bradley unterrichtete am 12. Juli die ihm unterstellten Offiziere. Der Plan der Operation Cobra bestand aus drei Phasen. Zuerst sollte das VII US Corps eine Lücke in die deutsche Front schlagen. Danach sollten von den Ausbruchsdivisionen starke Flanken beiderseits der Lücke aufgebaut werden, damit ein aus drei Divisionen bestehende Angriffsspitze dort vorrücken konnte. Das VIII US Corps und XIX US Corps waren für örtliche Angriffe auf die deutschen Linien vorgesehen, damit die deutsche Führung keine Verstärkung für eine neue Frontlinie freimachen konnten. Bei einem erfolgreichen Abschluss der ersten beiden Phasen hätte der deutsche Widerstand nicht mehr aufrechterhalten werden können und die komplette Cotentin-Halbinsel hätte eingenommen werden können. General J. Lawton Collins, Kommandeur des VII US Corps, schlug kleinere Änderungen des Plans vor, um den Durchbruch mehr nach Süden zu verlegen. Bei einem Erfolg brächte seine Änderungen gleichfalls die Möglichkeit zu einem schnelleren Vorrücken in die Bretagne, um die dortigen Atlantikhäfen einzunehmen. Der Originalplan ging nicht von einem vollständigen Zusammenbruch der deutschen Front in der Normandie aus, sondern bestand nur aus einer Erweiterung des Brückenkopfes zur Einleitung in den Bewegungskrieg hinter dem deckungsbietenden Küstenland und der Einnahme von wichtigen Häfen.
Der Vorstoß sollte durch ein kurzes aber heftiges Bombardement mit mittleren und schweren Bombern auf das für den Vorstoß vorgesehene Gebiet eröffnet werden. Die Erwartung ging dahin, dass die angerichteten Schäden und der Schockfaktor die deutsche Abwehr schwächen würde. Sofort danach sollte die Infanterie auf die deutschen Linien stoßen. Wenn der deutsche Widerstand kurz vor dem Zusammenbruchs stand, sollten letztlich die drei amerikanischen Divisionen zum Durchbruch der Frontlinie ansetzen. Die Luftunterstützung war wegen ihrer Wetterabhängigkeit der kritischste Punkt der Operation. Deshalb bekam Trafford Leigh-Mallory, der Kommandeur der Luftflotte, die Entscheidungsgewalt, über den Beginn der Operation zu bestimmen.

### Amerikanische Verbände für den Angriff
Der wichtigste Verband für das Unternehmen war das VII US Corps mit seiner 4th Infantry, seiner 9th Infantry und seiner 30th Infantry Division. Die drei vorgesehenen Divisionen für den Durchbruch und Vorstoß aus dem amerikanischen Landungsbrückenkopf waren die 1st Infantry Division sowie die 2nd US Armored und 3rd US Armored Division. Der eigentlich kaum motorisierten 1st US-Infantry Division wurde dazu zeitweilig vom Quartiermeister der 1st US-Army umfassend mit Fahrzeugen ausgestattet.
Das VIII US Corps unter General Troy H. Middleton hatte die 8th Infantry, 79th Infantry, 83rd Infantry und 90th US-Infantry Division für den Angriff vorgesehen und hielt die 4th US-Armored Division in Reserve.
In Summe standen den Alliierten hier mehr als 1.300 mittlere M4-Sherman Panzer, 690 leichte M5A1-Panzer und 280 M10-Tank Destroyer (Panzerjäger) zusammen mit hunderten Artilleriegeschützen zur Verfügung. Annähernd 140.000 Schuss an Artilleriemunition aller Kaliber kamen hinzu. Der Frontabschnitt für den Angriff des VII US Corps war etwa 6,4 Kilometer breit.

### Deutsche Verbände im Angriffsraum
Im Zentrum des Angriffsraums steht bei Beginn der Operation die deutsche Panzer-Lehr-Division, die noch eine Grabenstärke von ca. 2.200 Mann hat und etwa über 80 einsatzfähige Panzer verfügt. Im Westen zur Halbinsel Cotentin hin schließt sich die 5. Fallschirmjäger Division an, die mit dem Fallschirmjäger Regimentern 13 und 14 die eigenen Linien hält. Während hinter der Hauptkampflinie die Überreste der 275. Infanterie-Division in Kampfgruppenstärke, etwa 2.000 Mann der 353. Infanterie-Division, also auch nur eine Kampfgruppe und eine Kampfgruppe der 2. SS-Panzer-Division lagen.

## Die Folgen der britischen Operation Goodwood

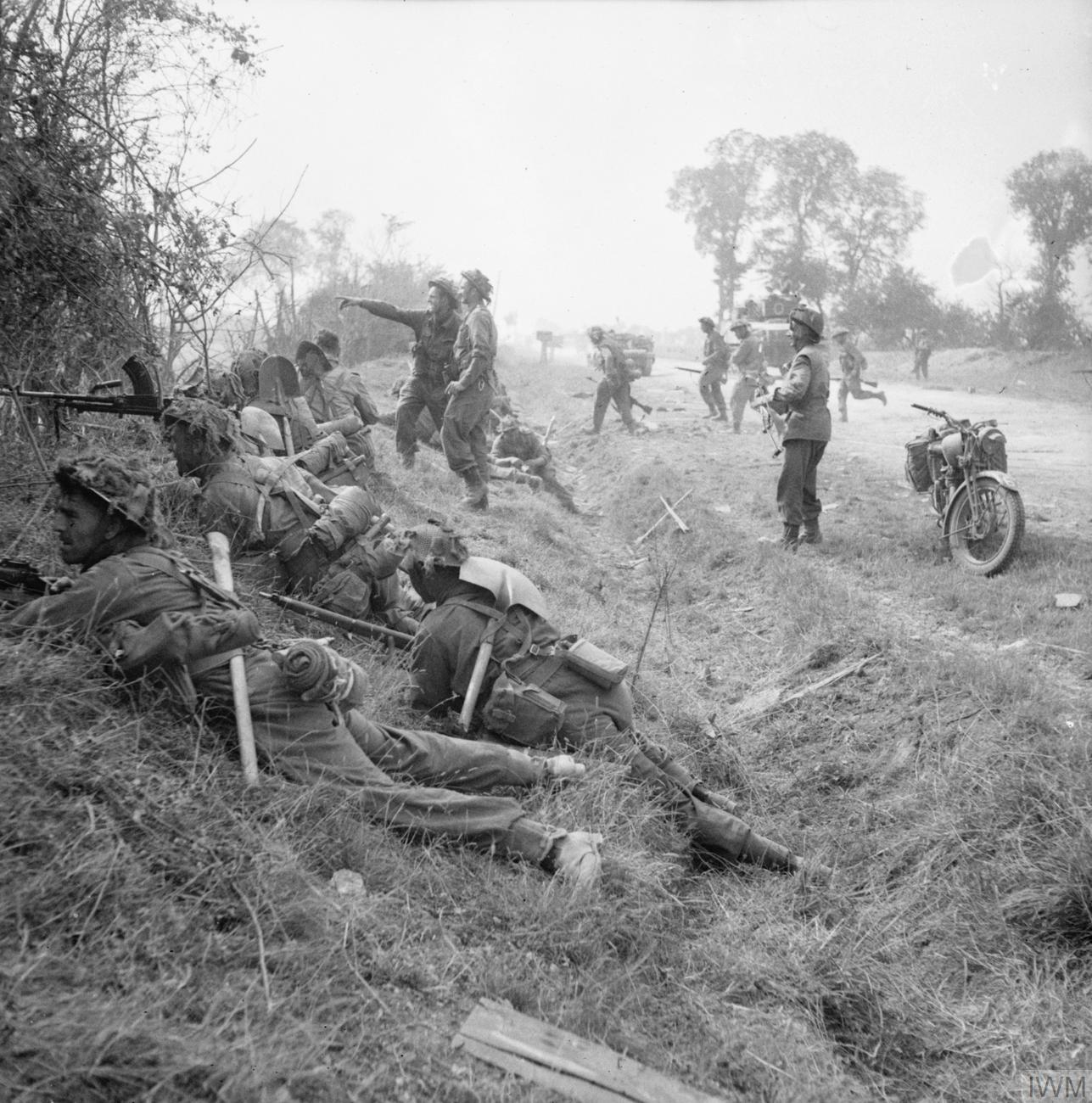
Walisische Soldaten während der Operation Goodwood nahe Cagny, 19. Juli 1944

Die Operation Goodwood, der britische Ausbruchsversuch, wurde am 18. Juli gestartet. Bei einem Treffen mit Feldmarschall Bernard Montgomery am 10. Juli 1944 schlug der Kommandeur der britischen 2nd Army, General Miles Dempsey, den Plan zur Operation Goodwood vor. Am selben Tag genehmigte Montgomery auch die Operation Cobra. Der kanadische Teil der Operation Goodwood wurde mit dem Codenamen Operation Atlantic bezeichnet.
Die Taktik, schwere Bomber als Vorbereitung für den Artilleriebeschuss einzusetzen, wurde, wie einige Monate zuvor bei der Schlacht um Monte Cassino, ausgeführt. Im Gegensatz zu Cobra beruhte Goodwood auf einem massiven Panzereinsatz, um den taktischen Durchbruch zu erreichen, und versuchte nicht die deutsche Front mit Artilleriebeschuss zu zerschlagen. Der Fehlschlag der Operation, bei der am 18. Juli mehr als 400 Sherman-Panzer zerstört wurden, war enttäuschend, aber ironischerweise stellte er klar, dass die Hauptstreitmacht der deutschen Panzer im Bereich der britischen 2nd Army verblieb, weit weg von der Position der 1st Army. Die Amerikaner vermuteten daher richtigerweise, dass mit einem deutschen Gegenschlag gegen Cobra in den ersten Tagen kaum zu rechnen war. Falls doch, würde er aber nur aus kleineren Einsätzen in Bataillonsstärke bestehen.

## Die Zeit vor dem Angriff

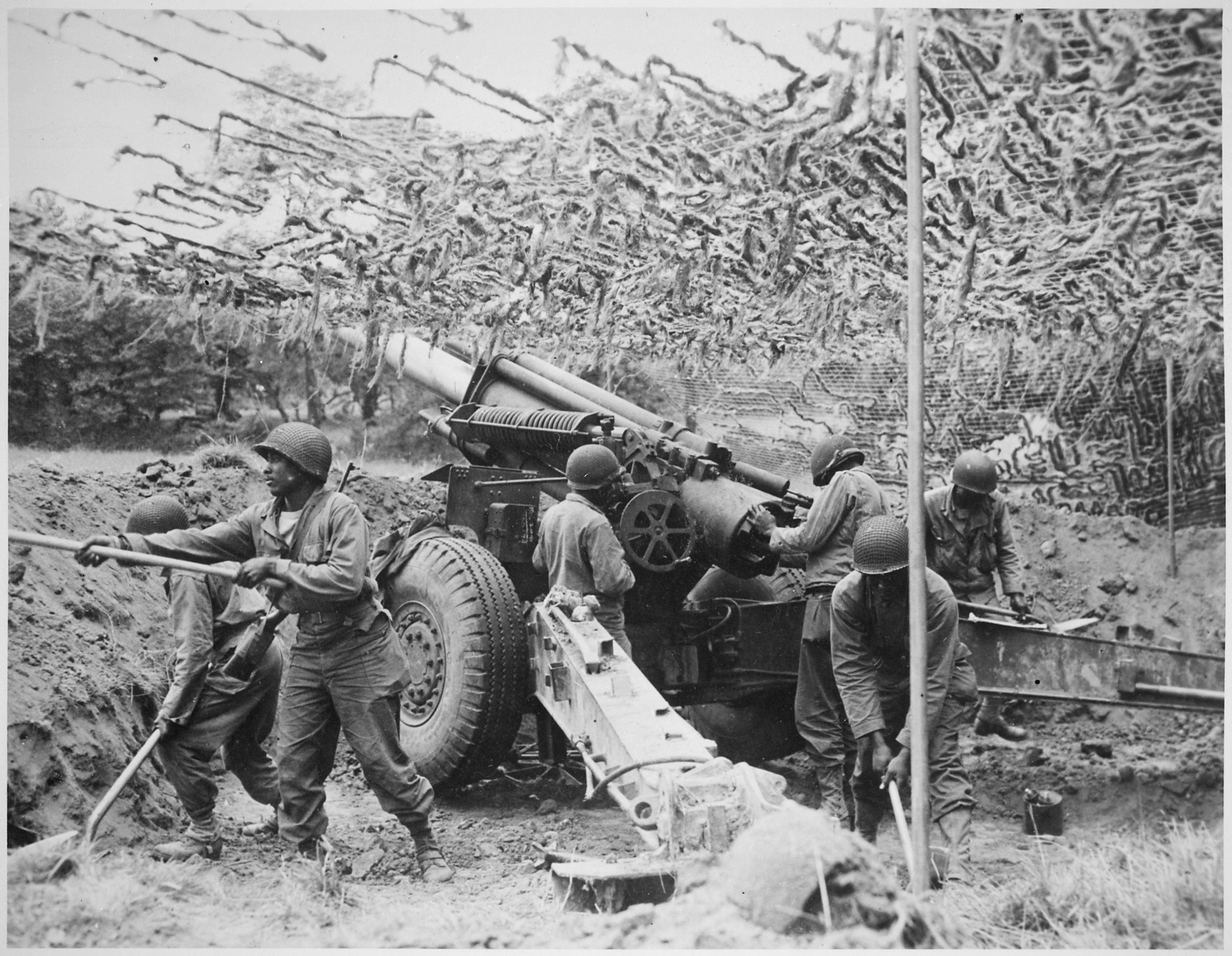
Schwere amerikanische 155-mm-Howitzer M1 bei Périers

In den Tagen, die noch bis zum Angriff verblieben, sicherten das VII US Corps und VIII US Corps den Bereitstellungsraum, in denen sich die für den Vorstoß vorgesehenen Verbände aufstellen sollten. Der Aufmarschraum sollte taktisch ausgesucht und gut aus der Luft ausgemacht werden können. Der Raum direkt nördlich der Straße von Saint-Lô nach Périers, die von St. Lô in leicht nordwestlicher Richtung verlief, erschien ideal.
Die Kommandeure der US Air Force forderten einen Abstand von mindestens drei Kilometern zwischen den vordersten eigenen amerikanischen Stellungen und den zu bombardierenden deutschen Linien. Das amerikanische Oberkommando war zögerlich, die zuvor unter hohen Verlusten gewonnenen Geländeabschnitte zu räumen. Der Befehlshaber, Omar Bradley, war nur bereit seine Männer etwa 700 Meter zurückzunehmen.
Schlussendlich wurden entschieden, die vorderste Linie der Infanterie kurz vor Angriffsbeginn doch um 1 bis 1,3 Kilometer nach hinten zu verlegen, um größtmögliche Sicherheit während der Bombardements zu gewährleisten. Die Masse der Truppen zogen sich erst etwa eine Stunde vor den Luftschlägen zurück und die Verbände sollten noch bis 20 Minuten vor der Bombardierung in der Hauptkampflinie Beobachtungs- und Sicherungsposten belassen.

## Die Kampfhandlungen

### Der vorbereitende Luftangriff vom 24. Juli
Als Angriffstag war ursprünglich der 18. Juli festgesetzt worden, doch das schlechte Wetter in dieser Zeit führte immer wieder zu einer Verschiebung des Termins. Letztlich sollte der Angriff am 24. Juli beginnen. In letzter Minute veranlasste der Luftflotten-Kommandeur Leigh-Mallory wegen des schlechten Wetters noch einmal eine 24-stündigen Verschiebung.
Der Befehl erreichte viele Bomber der 8th Air Force nicht mehr und diese führten die Mission, für die sie gebrieft worden waren, fort. Rund 335 B-17, von denen einige durch die schlechten Sichtverhältnisse keine direkte Sicht auf den Zielbereich hatten, warfen 685 Tonnen Bomben über dem Zielgebiet ab. Nach den Erfahrungen der letzten Wochen hatten die Infantriekommandeure gefordert, bei frontnahen Bombardements die eigenen Einheiten vor den eigenen Luftangriffen besser zu schützen. Hierzu hatte Bradley verlangt, dass die Bomber parallel zur Frontlinie anflogen, um das Risiko für die Bodentruppen, von eigenen Bombern getroffen zu werden („Friendly Fire“), zu minimieren. Man ging davon aus, dass die Air Force dieser Forderung nochkommen würde, doch nur die Kampfflugzeuge der 9th Air Force erreichten das Ziel parallel zum Frontverlauf. Die Bomberverbände der 8th Air Force wussten von der Vereinbarung nichts und die schweren Bomber flogen die Front in einem rechten Winkel zum Frontverlauf an. Hierdurch trafen zu früh ausgelöste, und dadurch zu kurz geratenen Abwürfe, genau die für die erste Angriffswelle vorgesehenen Truppenteile. Mehr als 100 amerikanische Soldaten wurden dabei getötet und rund 500 verletzt. Allein das 1st Battalion des 120th Infantry Regiment der 30th Infantry Division beklagte 25 Tote und 131 Verwundete.
General Collins befahl den Angriff der Bodentruppen, der jedoch nach einer halben Stunde auf Befehl von General Bradley abgebrochen wurde.
Nachdem durch das vorbereitende Bombardement der Überraschungseffekt für den Angriff am folgenden Tag verloren war, wurde durch Bradley erwogen, den Angriff zu verschieben oder sogar ganz abzubrechen. Doch Eisenhower bestand darauf, dass die Operation Cobra umgesetzt würde und Bradley entschied sich zur Durchführung am nächsten Tag. Im Nachhinein war diese Entscheidung richtig, da auf den Luftangriff auf deutscher Seite keine schnell greifenden Maßnahmen folgten, um die eigenen Verteidigungsstellungen zu verstärken. Die örtlichen deutschen Truppenführer gingen zudem davon aus, dass sie den Angriff am 24. Juli durch das Eingriffen der eigenen Artillerie gestoppt hätten. Zwar wurden Einheiten der Panzer-Lehr-Division in das Zielgebiet verlegt, doch gleichzeitig wurden Einheiten der 2. Panzer-Division für eine Verlegung zum britischen Angriffssektor nach Osten abgezogen.
Die etwa 2.000 Bomber hatten dennoch im sieben mal drei Kilometer großen Zielabschnitt einen deutlichen Effekt auf die deutschen Verteidiger in diesem Abschnitt. So meldete Oberst Gerhardt von der Panzer-Lehr-Division, von den etwa 40 Panzern, die in der Nähe der Frontlinie stationiert waren, nur noch sieben als einsatzbereit und alle Panzer waren beschädigt. Die Instandsetzungtrupps der Panzer-Lehr-Division konnten während der Nacht auf den 25. Juli neun Panzer wieder einsatzbereit machen und einige weitere wenige Panzer kamen aus den hinter der Front liegenden Werkstätten.

### Der eigentliche Angriff beginnt (25. Juli)

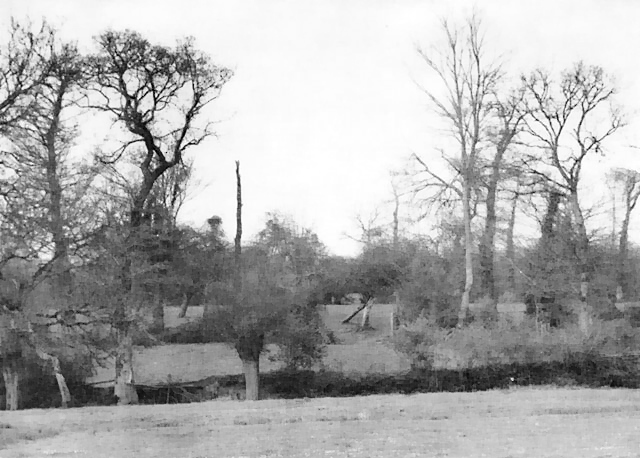
Das typische Gelände des Bocage. Hecken und Gräben boten den deutschen Verteidigern hervorragende Deckungsmöglichkeiten

Am Morgen des 25. Juli hatte sich das Wetter verbessert und der Luftangriff wurde um 9:40 Uhr wiederholt. Leichte und schwere Bomber warfen mehr als 3.300 Tonnen Bomben auf das Zielgebiet. Wieder fielen auch Bomben auch auf die amerikanischen Bereitstellungen, 111 Soldaten kamen dabei ums Leben und 490 Mann wurden verwundet. Auch General Lesley J. McNair war unter den Getöteten. Erste Fehlabwürfe resultierten aus dem kleingehaltenen Zielbereich. Doch der Wind, der den Bombenrauch in die amerikanischen Positionen blies, veranlasste weitere Flugzeugbesatzungen zu grob gezielten Abwürfen in das scheinbare Gebiet der Einschläge, ohne selber genau das Zielgebiet einmessen. Es ist davon auszugehen, dass die hierdurch entstandenen amerikanischen Verluste zumindest geringer ausfielen, als wenn man bei Anfang der Operation auf das Bombardement verzichtet hätte und der Angriff gegen intakte deutsche Abwehrstellungen hätte durchgeführt werden müssen.
Die amerikanischen Kampfeinheiten erholten sich schnell von der Bombardierung. Trotz der nicht unerheblichen Verluste in einigen Verbänden musste letztlich nur ein Bataillon ausgetauscht werden. Alle anderen amerikanischen Verbände griffen an diesem Morgen an, teilweise etwas verspätet. Aber ab 11:00 Uhr lief der Angriff wie vorgesehen weiter.
Die deutschen Einheiten waren vom Bombardement hart getroffen worden. Insbesondere die Truppen der Panzer-Lehr-Division waren erneut schwer getroffen worden. Panzerwracks lagen an den Straßen, Stellungen waren zerstört und die Überlebenden irrten oftmals orientierungslos und unter Schock stehend durch das Gelände, so dass die Kommandostruktur in weiten Teilen zusammenbrach. Etwa zwei Drittel der Divisionstruppen waren dem Luftangriff zum Opfer gefallen. Auch das westlich anschließende Fallschirmjäger-Regiment 14 der 5. Fallschirmjäger-Division wurde teilweise getroffen.
Das Gelände vor den amerikanischen Angriffsverbänden war von Kratern und umgestürzten Bäumen übersät. In diesem Gelände konnten sich die Truppen nur vorsichtig vorantasten, denn die Landschaft mit ihren vielen Hecken und Gräben hatten schon zuvor eine hervorragende Deckung für die Verteidiger geboten. So kam die amerikanische Infanterie anfangs nur relativ langsam voran. Obwohl es nur wenige Verteidiger gab, waren diese nicht zu unterschätzen.
Die 1st US Infantry stieß durch die Stellungen der 9th Infantry auf Marigny vor. Die 9th wiederum rückte mit ihrem 47th Infantry Regiment am 25. Juli bis nach Montreuil-sur-Lozon vor. Die 4th US Infantry erreichte am Abend den Raum nordwestlich von La-Chapelle-en-Juger.
Mehr und mehr wich aber die Front nach Osten zurück, so dass am ersten Tag etwa 3,5 Kilometer Geländegewinn gemacht wurden. Die amerikanischen Verluste, waren mit etwa 1.000 Mann für den Umfang der Offensive überschaubar.
Am 26. Juli verlief der weitere Vorstoß etwas schneller und die Amerikaner drangen mehr als sieben Kilometer nach Westen vor. Die Reste der Panzer-Lehr-Division sammelten sich südwestlich von St. Lô bei Casnisy und das Panzer-Regiment der Division verfügte noch über vierzehn einsatzbereite Panzer. Während der Nacht wurden weitere vierzehn wieder instand gesetzt, doch fehlte es an Motoren und Getrieben, mit denen weitere ausgefallenen Panzer hätten wieder einsatzfähig gemacht werden können. Die Division war nicht mehr zu einem Gegenangriff in der Lage. Als Verstärkung wurden nunmehr das Grenadier-Regiment 941 der 353. Infanterie-Division, eine Kampfgruppe der 275. Infanterie-Division und die Kampfgruppe Brosow der 2. SS-Panzer-Division zur Verstärkung der Position der Panzer-Lehr-Division eingesetzt.

### Durch- und Ausbruch vom 27. Juli bis 4. August

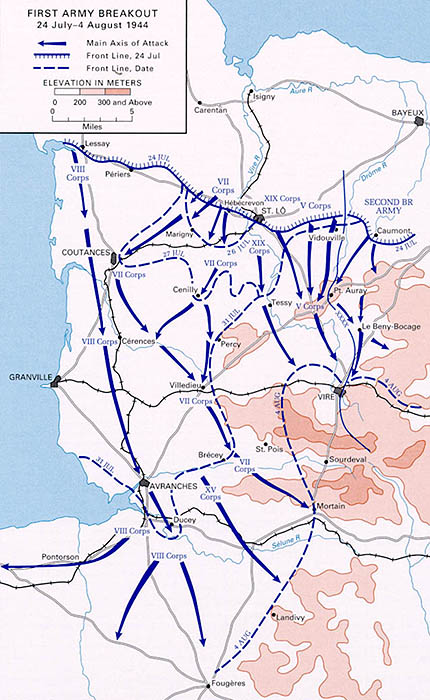
Amerikanische Vorstöße bis zum 4. August 1944

General Collins erkannte, dass sich die Möglichkeit eines frühen Durchbruchs ergab, und unterrichtete am Morgen des 26. Juli die drei Divisionskommandeure des VII Corps darüber. Es war eine riskante Entscheidung, denn das frühzeitige Vorziehen der Masse der eigenen Truppen an die unmittelbare Frontlinie, brachte das Risiko mit sich, dass es zu einer Zusammenballung der Kräfte und einem hieraus resultierenden Chaos kommen könnte. Andererseits bestand das Risiko, mit dem Angriff zu lange zu warten, so dass die Lage nicht ausgenutzt wurde und alles viel länger brauchen würde als nötig. Was wiederum der deutschen Führung die Zeit gegeben hätte neue Kräfte heranzuholen und für einen Gegenangriff zu formieren.
Bei Sonnenaufgang des 26. Juli griff die 1st Infantry verstärkt mit dem Combat Command B der 3rd US Armored weiter in Richtung Marigny an. Die Soldaten des 18th Infantry Regiment gingen durch die Stellungen der 47th Infantry vor. Im östlichen Angriffssektor drängten Truppen der 30th Infantry, zusammen mit dem Combat Command A der 2nd Armoured, Teile der 275. Infanterie und der 352. Infanterie-Division hinter das Flüsschen Joigne zurück, um dann Saint-Gilles und danach südlich davon Canisy einzunehmen.

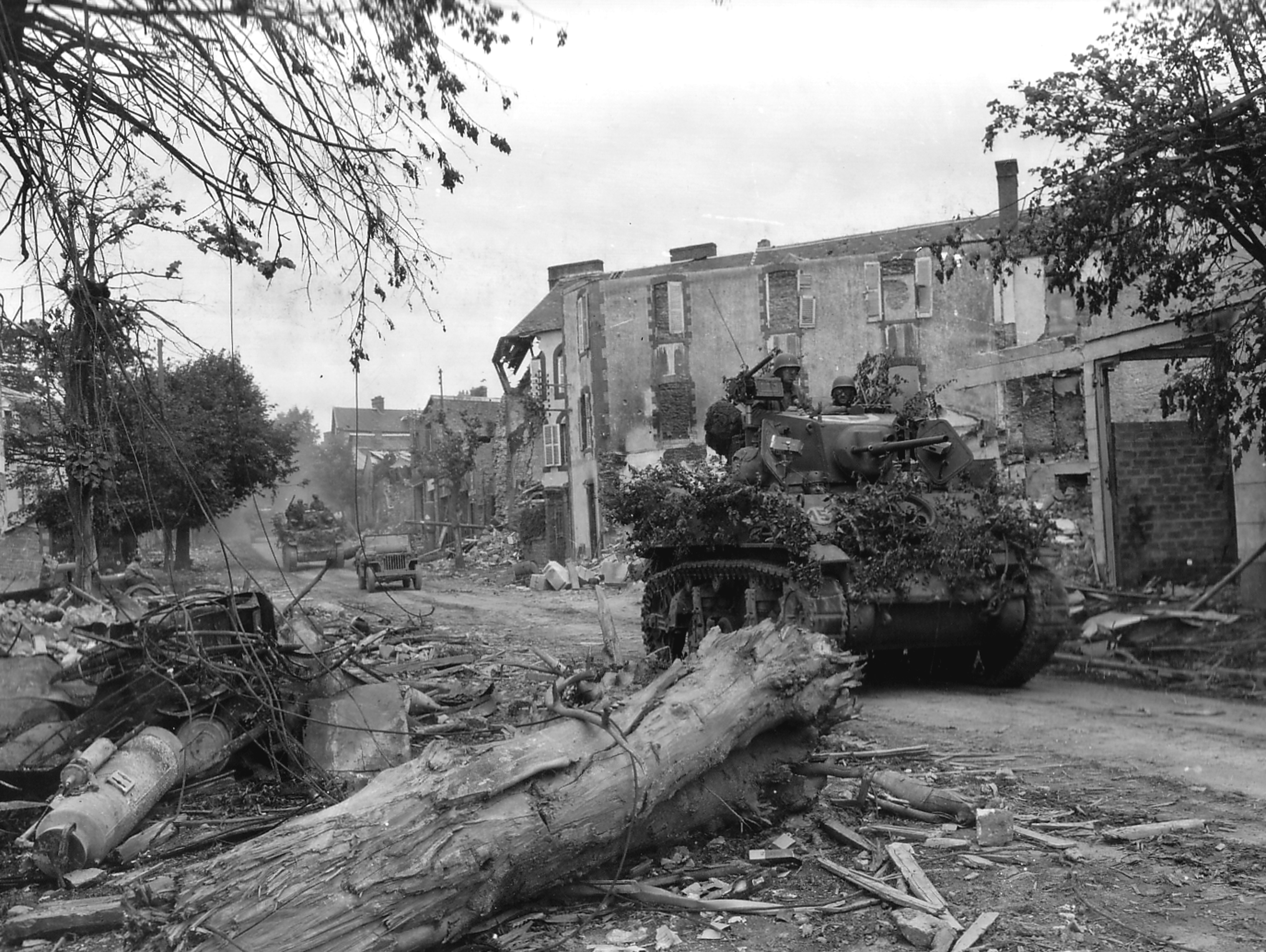
Amerikanische Panzer rollen durch Coutances

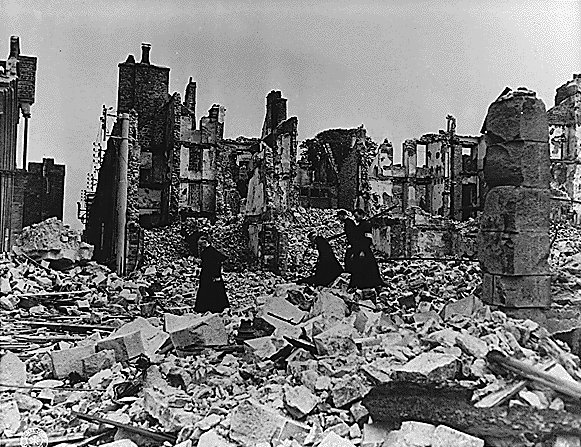
Ruinen in Coutances

Am 27. Juli wurde dann die Masse der für den Vorstoß eingeteilten drei Divisionen in die Schlacht geworfen. Sie durchbrachen die schwache Front der deutschen Einheiten vor dem VII US Corps, und rückten entschlossen gegen deutsche Widerstandsnester vor. Die 1st US Infantry und die 3rd Armored stießen westwärts entlang der heutigen D972 in Richtung Coutances vor. Die deutsche Frontlinie beim VIII US Corps begann ebenfalls zu bröckeln, als sich dort deutschen Einheiten zurückzogen, um eine Einkesselung zu vermeiden.
Die Ergebnisse des 28. Juli zeigten, dass General Collins richtig entschieden hatte, denn das VIII US Corps konnte mehr als 19 Kilometer Geländegewinn verzeichnen und die 4th Armoured Division besetzte die wichtige Straßenkreuzung von Coutances, die bereits weit hinter der deutschen Hauptkampflinie des Vortags lag.
Dort schloss sich die Division an das VII US Corps unter General Pattons Leitung an. Bis zum 30. Juli hatte die 4th Armored Division Avranches genommen und damit die deutschen Widerstandsnester im Norden der Cotentin-Halbinsel abgeschnitten und eingeschlossen. Unterdessen hielt das kanadische II Corps die östliche Flanke des Durchsbruchs gegen im Osten stehende deutsche Verbände, indem sie diese in heftige Kämpfe verwickelten.
Zu diese Zeitpunkt existierte westlich St. Lô keine einheitliche deutsche Frontlinie mehr, die der 3st US Army im Wege stand, und so durchdrangen deren vorrückende Einheiten in unverteidigtes Gebiet vor. Vier Divisionen des VIII US Corps stießen im Westen bis zum 4. August bis hinter Avranches vor. Die gut zu verteidigende Bocage-Landschaft lag nun hinter ihnen, so dass von da an die Mobilität der amerikanischen Einheiten die Geschwindigkeit des Vorrückens und den Schlachtverlauf bestimmten.
Montgomery, der Kommandeur der alliierten Bodentruppen, verkündete am 4. August eine generelle Änderung im weiteren Invasionsplan. Anstatt die 3rd US-Army in die Bretagne zur Eroberung der Atlantikhäfen zu beordern, wurde ihr größter Teil in Anbetracht des deutschen Zusammenbruchs nach Osten geschickt. Auch die 1st Army Group operierte weiter östlich und die Briten und Kanadier setzten ihre Angriffe im Osten und nach Süden fort, um die restlichen deutschen Truppen einzuschließen. Damit hatten die Kämpfe begonnen, die schließlich zum Kessel von Falaise und einem schnellen Vorstoß durch Nordfrankreich führen sollten.

## Auswirkungen der Operation Cobra
Die Operation Cobra brachte viele Änderungen der Kriegslage und beendete die Kämpfe um die Normandie. Sie leitete den schnellen Vorstoß durch Nordfrankreich ein, der bis etwa Mitte September 1944 andauerte. Der alliierte Vorstoß endete schließlich nicht durch deutschen Widerstand, sondern aufgrund Ausrüstungsmangels. Die alliierten Truppen waren Opfer ihres eigenen Erfolgs geworden und überforderten die Möglichkeiten ihrer Logistik.

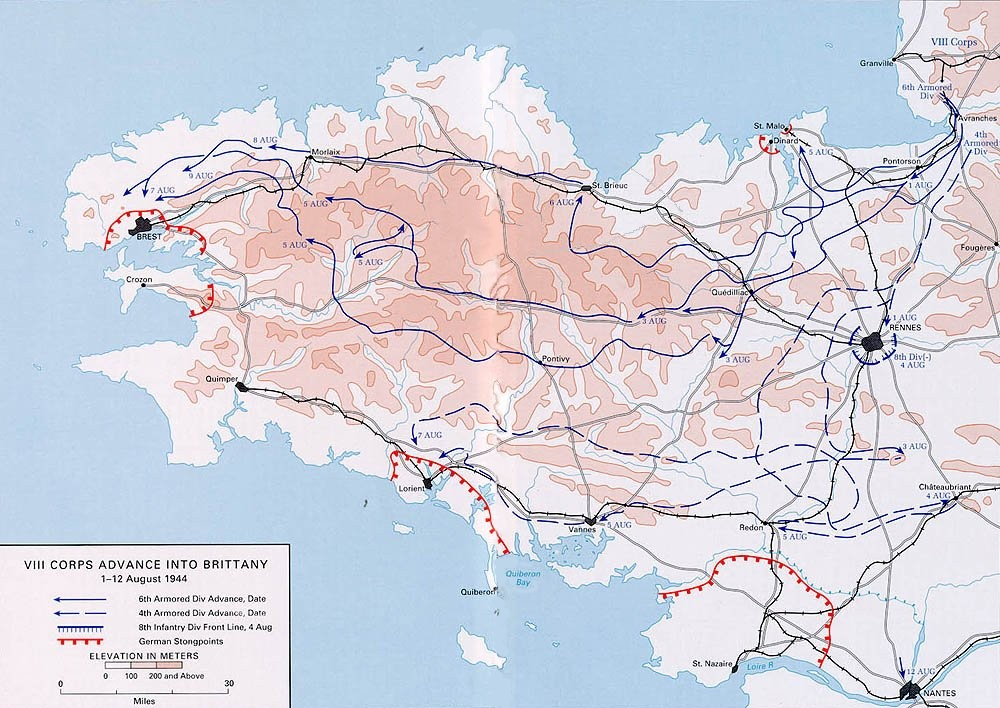
Der weitere Vorstoß des VIII Corps in die Bretagne

Ironischerweise konnte das VIII US Corps das Ziel der schnellen Einnahme der bretonischen Atlantikhäfen während der Schlacht um die Bretagne nicht erreichen: Die Deutschen hielten Brest bis Ende September, Lorient und Saint-Nazaire sogar bis in den Mai 1945. Da aber schon im August Marseille den Alliierten unzerstört in die Hände fiel, war dies irrelevant, was Montgomery in seiner Entscheidung vom 4. August auch so anführte.
Die Auswirkungen der Operation waren weitreichender als vorher angenommen, oder wie Bradley sagte: „[Cobra] had struck a more deadly blow than any of us dared imagine“ (deutsch: „[Cobra] hatte einen tödlicheren Schlag ausgelöst, als sich irgendeiner von uns vorzustellen gewagt hätte“). Dies war als Anerkennung der Flexibilität und Mobilität der alliierten Armeen gedacht sowie für die Aufrechterhaltung des Vorstoßes so lange und so weit wie möglich.
Am Mittag des 1. August wurde die 3rd Army aktiviert und das VIII US Corps kam wie geplant unter deren Oberkommando. Das Oberkommando über die 1. Armee übernahm General Courtney Hodges. General Bradley, der bisher die 1st Army befehligt hatte, übernahm das Kommando über die neu gegründete 12th US-Army Group, die aus der 1st und 3rd Army bestand.

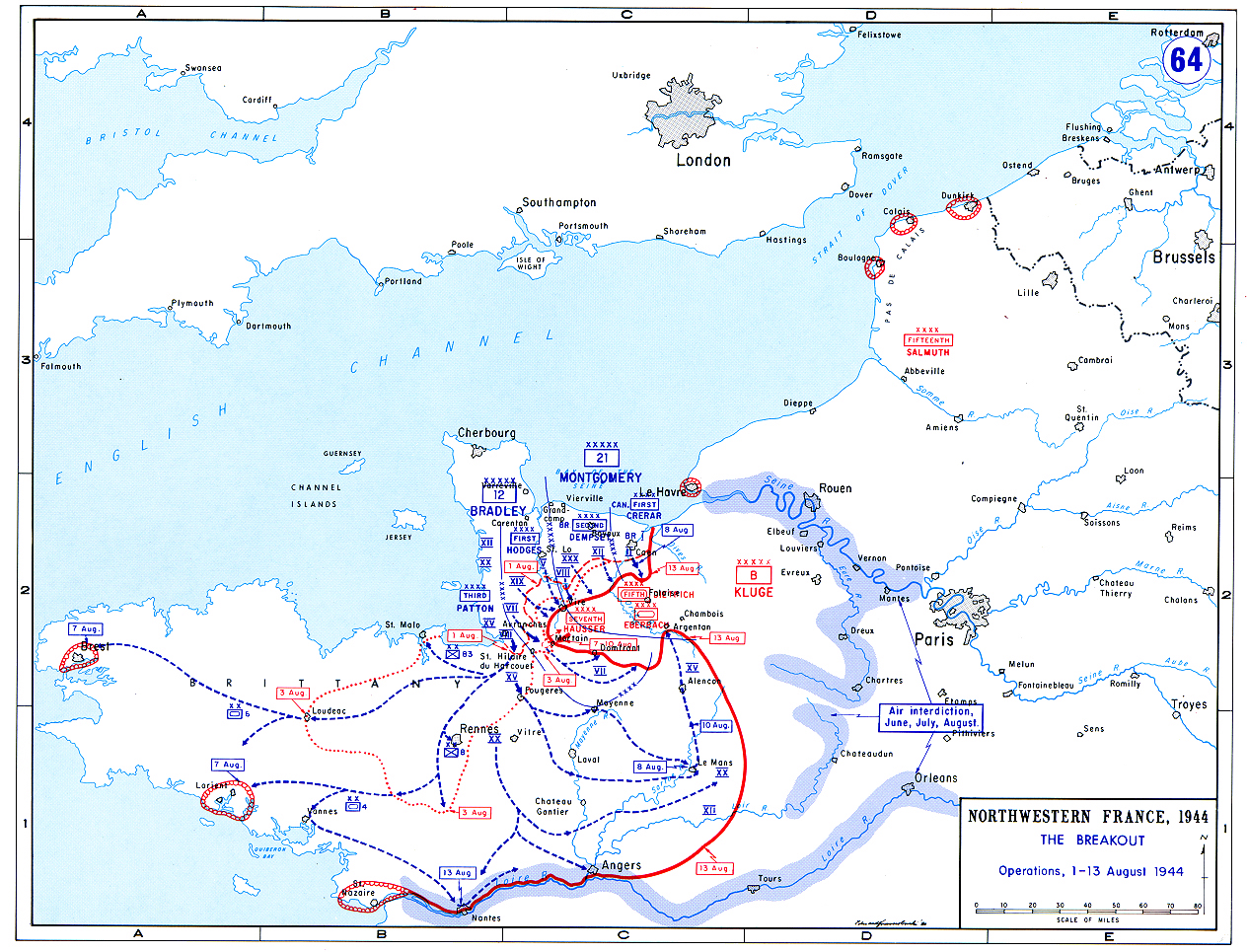
Vorstoß ins Landesinnere und Bildung des Kessels von Falaise, 1. bis 13. August 1944

Nach dem Zusammenbruch der Verteidigungsfront in der Normandie flohen die deutschen Truppen mit allem, was sie in der Eile mitnehmen konnten. Die alliierte Luftstreitmacht setzte ihnen erheblich zu, indem Straßen, Brücken und Eisenbahnstrecken angegriffen und stark beschädigt wurden. Damit senkten sie die Rückzugsgeschwindigkeit der Deutschen erheblich. Etliche Haupteinheiten wurden im Kessel von Falaise eingeschlossen.
Diese Niederlage war mit rund 60.000 Mann Verlusten eine der größten für die Deutschen im Zweiten Weltkrieg. Die Verluste seit dem Beginn der Operation Overlord beliefen sich damit auf mehr als 400.000 Soldaten, 1.500 Panzer und Selbstfahrlafetten. Letztlich wurden 25 Divisionen praktisch komplett zerschlagen. Während der Ausbruchsphase waren die Verluste deutlich höher als in den vorherigen statischen Schlachten. So multiplizierte sich der deutsche Verlust an Panzern im August, verglichen mit den Zahlen vom Juni und Juli. Die deutschen Panzerdivisionen erreichten die deutsche Grenze vollkommen ausgebrannt und ohne Panzer.
Das am 2. Juli 1944 eröffnete Personal-Karussell im Wehrmachts-Führungsstab setzte sich fort, als der Oberbefehlshaber West (OB West) Generalfeldmarschall Günther von Kluge als Folge der Niederlage und des fehlgeschlagenen Gegenangriffes (Unternehmen Lüttich) bei Hitler in Ungnade fiel. Hitler wurde von Seiten der SS zugetragen, dass von Kluge möglicherweise die Kapitulation seiner Einheiten vorbereiten würde. Er wurde am 17. August durch Walter Model ersetzt, der wiederum Anfang September von Gerd von Rundstedt abgelöst wurde. Von Rundstedt war am 2. Juli angeblich altersbedingt von ebendiesem Posten durch Adolf Hitler abgesetzt worden. Die Absetzung folgte einem Vorschlag von Rundstedts und Erwin Rommels (Oberbefehlshaber Heeresgruppe B), die Front auf eine Linie südlich von Caen zurückzuverlegen und zu stabilisieren, was die folgende Operation Cobra erheblich gefährdet hätte.
Sowohl Erwin Rommel als auch Günther von Kluge waren zumindest teilweise in Umsturzpläne eingeweiht, die im Zusammenhang mit dem Claus Schenk Graf von Stauffenbergs Attentat gegen Hitler am 20. Juli 1944 standen. Kluge nahm sich am 19. August 1944, kurz nach seiner Ablösung durch Model, das Leben. Rommel, dem am 14. Oktober 1944 zwei Generäle im Auftrag Hitlers den Suizid nahelegten, beging ebenfalls Suizid.
Bis zum 25. August hatten alle in die Normandieschlacht eingebundenen alliierten Einheiten die Seine erreicht; am selben Tag kapitulierte der deutsche Stadtkommandant von Groß-Paris. Der Angst der alliierten Oberkommandierenden vor einem Stellungskrieg folgte eine Siegeseuphorie: Alle glaubten nun, der Krieg sei praktisch schon gewonnen. Die Alliierten setzten ihren schnellen Vorstoß durch Nordfrankreich fort und trafen die kurzsichtige Entscheidung, auf die Einnahme von Antwerpen und seines großen Hafens vorerst zu verzichten und vorher die Operation Market Garden zu starten. Nach Erwin Rommel, der schon Anfang Juli einen Separatfrieden im Westen vorschlug, erklärte nun auch der „neue“ OB West Gerd von Rundstedt, dass es besser sei, in Friedensverhandlungen einzutreten.